# 아브구스토프현

아브구스토프현의 문장

아브구스토프현(폴란드어: Gubernia augustowska, 러시아어: Августовская губерния)은 1837년부터 1867년까지 존재했던 러시아 제국 내 폴란드 입헌왕국의 현으로 현도는 수바우키이다. 1867년 수발키현, 롬자현으로 분리되면서 폐지되었다.